# Laurent Francken
Laurent Francken,   o Laurentius Franck (Anversa, ... – ...; fl. XVII secolo), è stato un pittore fiammingo del XVII secolo.

## Biografia
Nipote e allievo di Gabriel Francken a partire dal 1623, fratello di Maximilien e zio di Abraham Genoels II, si dedicò principalmente alla pittura paesaggistica, in cui eccelleva, e di soggetti storici. Intorno al 1660 si stabilì a Parigi, dove ottenne un buon successo professionale.
Fu suo allievo e genero Francisque Millet.